# Basati alaunt
Basati alaunt o presa navarro es una raza canina en proceso de reconocimiento por el Ministerio de Agricultura Pesca y Alimentación. Reconocido como grupo étnico por la Real Sociedad Canina de España. Es un perro fuerte, largo, de aspecto robusto y ágil. El carácter del basati alaunt es sociable con otros perros y no es desconfiado de las personas. 
Su origen se remonta al siglo pasado. En 1992 se inició una selección de perros de agarre, perros sin raza determinada, pero con una función clara, la caza mayor. Actualmente la raza y el Libro de Orígenes están gestionados por el club del presa navarro SAPN (Sociedad de Amigos del Presa Navarro)

## Nombre
El nombre oficial de la raza es basati alaunt. Conocido también como presa navarro. Basati, que en vasco significa salvaje y alaunt por el tipo de perro que es; perro de presa, gregario, dedicado a la caza mayor y al agarre de ganado bravo o semi bravo.

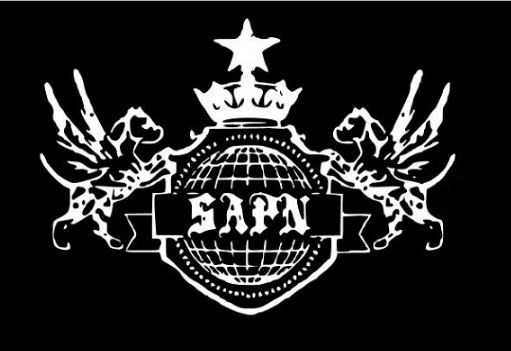
Sociedad de Amigos del Presa Navarro

Dentro del grupo de los alaunt tenemos al british alaunt, american allaunt, alano español o los ya desaparecidos alaunt gentil, alaunt veantre y el alaunt de boucherie.

## Características de la raza

### Estándar
El Basati Alaunt (BST) cuya crianza planificada se inició en el año 1992 fue creado tomando como base la perra de agarre de nombre Gorri y los perros de presa ganaderos y cazadores existentes en Navarra y zonas limítrofes, con el propósito fundamental de desarrollar un perro de trabajo útil para la caza mayor, el manejo de ganado y como perro de guarda, defensa y compañía.
Para lograr esta meta se estableció el estándar de la raza que se refiere tanto a su estructura corporal como también a sus características raciales y temperamento.

### Aspecto general
El basati es un perro de presa corredor, de estatura mediana, marcadamente alargado, fuerte y de buena musculatura, de patas largas y pies grandes y redondos (pero no de gato) de huesos secos, pecho ancho y no demasiado profundo con el manubrio del esternón prominente y vientre retraído. Cola larga, buenas angulaciones. Cuello largo cabeza grande (pero no pesada) de tipo lupoide, (no chata) con hocico ancho. Su movimiento es rápido, ágil y flexible. Esta flexibilidad que se aprecia fundamentalmente en muñecas, hombros y lomo, hace que sus movimientos elásticos parezcan felinos.

### Proporciones
Altura a la cruz:
- Machos y hembras: 60 a 65 cm.
Con una de tolerancia (2cm) hacia arriba en los machos y hacia abajo en las hembras mientras sean proporcionados. Las hembras serán femeninas y más livianas.
Peso:
- Machos: 35 a 45 Kg.
- Hembras: 30 a 40 Kg.

### Cabeza
Grande y fuerte con forma de cuña tanto de perfil como vista desde arriba, de frente es cuadrada, proporcionada con el tamaño del cuerpo (su longitud debe ser aproximadamente el 40% de la altura a la cruz, sin ser tosca ni demasiado alargada), en su aspecto general es seca y  ancha entre las orejas, libre de arrugas y de excesos de piel. La proporción entre el cráneo y el hocico es de 1/1. El cráneo es ancho, plano, con un surco craneal pronunciado. Visto de perfil, las líneas superiores del cráneo y del hocico son paralelas. El hocico es ancho, fuerte y alargado  no debe dar la impresión de chato. Los belfos son tensos, ni grandes ni gruesos. Las orejas deben ser simétricas, plegadas en la base y mirando al frente. Los ojos son almendrados, casi redondos, bien separados entre sí, posicionados al frente el color va desde el amarillo hasta el negro. Los maseteros están muy desarrollados y las mandíbulas son anchas y poderosas. La boca es grande con dientes de buen tamaño y romos, los caninos son gruesos y se encuentran bastante separados dejando espacio para el correcto posicionamiento de los incisivos y contribuyendo a la anchura del hocico. Mordida ideal en tijera, aunque también se presenta en tenaza.

### Cuello
Moderadamente largo, muy poderoso y musculoso, no presenta papada, al caminar lo suele llevar en posición horizontal.

### Tronco
La cruz es poco pronunciada y fuerte. La línea dorsolumbar asciende ligeramente desde el final de la cruz (que se encuentra más elevada) hacia la grupa, que queda un poco por debajo de la altura de la cruz. La grupa es ancha, redondeada y la inserción de la cola es media. El largo del dorso es de un 15 a un 20% mayor que la altura a la cruz. La cola es recia en su implantación y va afinándose, es larga, rebasa el corvejón. No es deseable la cola enroscada ni caída sobre el lomo. Con el perro en reposo no debería sobrepasar la línea horizontal. El cuerpo del basati es largo, a lo que contribuye tanto el costillar (que es redondo) como el lomo, que es ancho y muy musculoso. Observándolo de perfil vemos que el pecho llega hasta el codo (no es excesivamente profundo), el vientre es retraído y el manubrio del esternón prominente. Observándolo de frente  el pecho es muy ancho, los miembros anteriores están muy separados, los hombros son musculosos. Observándolo desde atrás vemos la grupa ancha, los corvejones fuertes paralelos (nunca juntos) y la cola que los sobrepasa.

### Extremidades
Patas delanteras largas, de fuerte osamenta, vistas frontalmente paralelas, muy separadas (dejando espacio a un pecho ancho) Los hombros largos y muy musculados. Ángulo de la articulación escapulo-humeral de 90º. Los codos justamente pegados al cuerpo sin presionar el tórax, permitiendo una gran movilidad. Los carpos muy recios y muy flexibles, permitiendo un amplio movimiento. Metacarpos oblicuos y largos. Pies grandes y resistentes, redondos pero no demasiado cortos o de gato, con uñas muy fuertes.

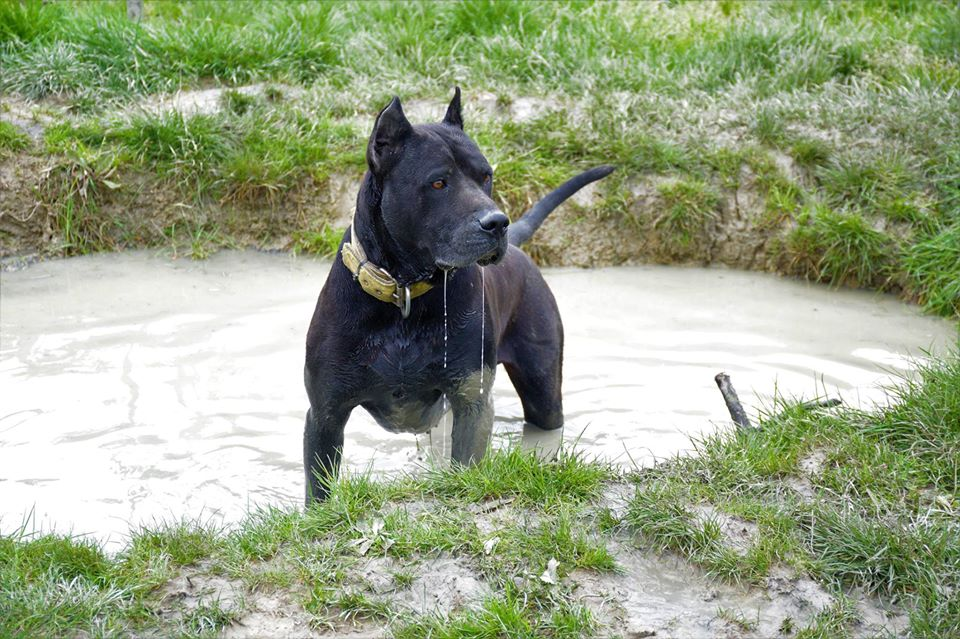
Ejemplar macho de basati alaunt

Las patas traseras con muslos musculosos. Fémur y tibia largos y de la misma longitud. Corvejones fuertes y paralelos. Metatarsos fuertes, anchos y verticales. Los pies traseros son grandes, más alargados que los delanteros, con uñas fuertes. Sin espolones. Las angulaciones tanto de la rodilla como del corvejón son medias.

### Manto y color
El pelo es corto y pegado al cuerpo, abundante y denso. Algunos ejemplares presentan subpelo pero no es lo deseado. Así como tampoco los flecos de pelo más largo en ancas y cola.
El color del basati alaunt abarca una amplia gama que va desde el negro al arena,  con la mínima expresión de blanco, permitiéndose únicamente el manchado blanco en pecho y dedos.
El color ideal es el azul. Ya en el estándar de 1992 que era apenas un esbozo de lo que iba a ser la raza, el azul era el único color deseado. Tenemos, también, el negro, el dorado, el champán y el chocolate, todos estos colores los encontramos sólidos, atigrados o en fuego.
La pigmentación de la trufa, labios y parpados irá en consonancia con el color del pelo, pero siempre pigmentados, ya sea negro, pizarra o chocolate. El color de los ojos no tiene por qué ir en relación con la capa y se permiten los ojos amarillos en capas oscuras. Las tonalidades irán del amarillo al avellana oscuro. Nunca azules.

## Historia

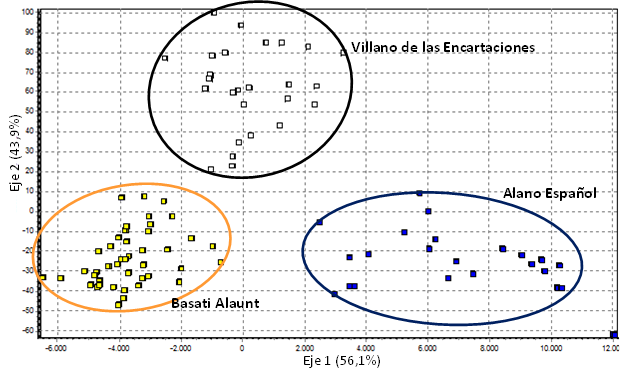
Dendograma realizado por la Universidad Complutense de Madrid

En 1992 se inicia en Arruazu la andadura de este perro de presa de carácter noble y fuerte. Para su creación se utilizaron perros de agarre, perros de caza, funcionales y de trabajo. Estos perros de presa, sin ninguna raza definida, se fueron seleccionando por su morfología, funcionalidad y carácter. 
Una polémica que ha acompañado al basati alaunt es el mito de que es un cruce de alano con villano, pero no hay constancia de que este cruce se haya hecho nunca. Es importante mencionar que en el basati todos los cruces realizados desde 1992 están documentados y registrados en el libro de orígenes de la SAPN. 
Esta polémica sin base alguna deriva del hecho de que en determinadas zonas, a todos los perros atigrados de agarre , sean mestizos o de raza, los llamen “villanos” o “alanos".

## Carácter
El basati alaunt debe ser tranquilo, equilibrado, de nervios firmes, seguro de sí mismo, noble, atento y dócil. Es inteligente, resolutivo ante las situaciones nuevas. Es obediente y se somete totalmente a su dueño. No es excesivamente dominante con otros perros.

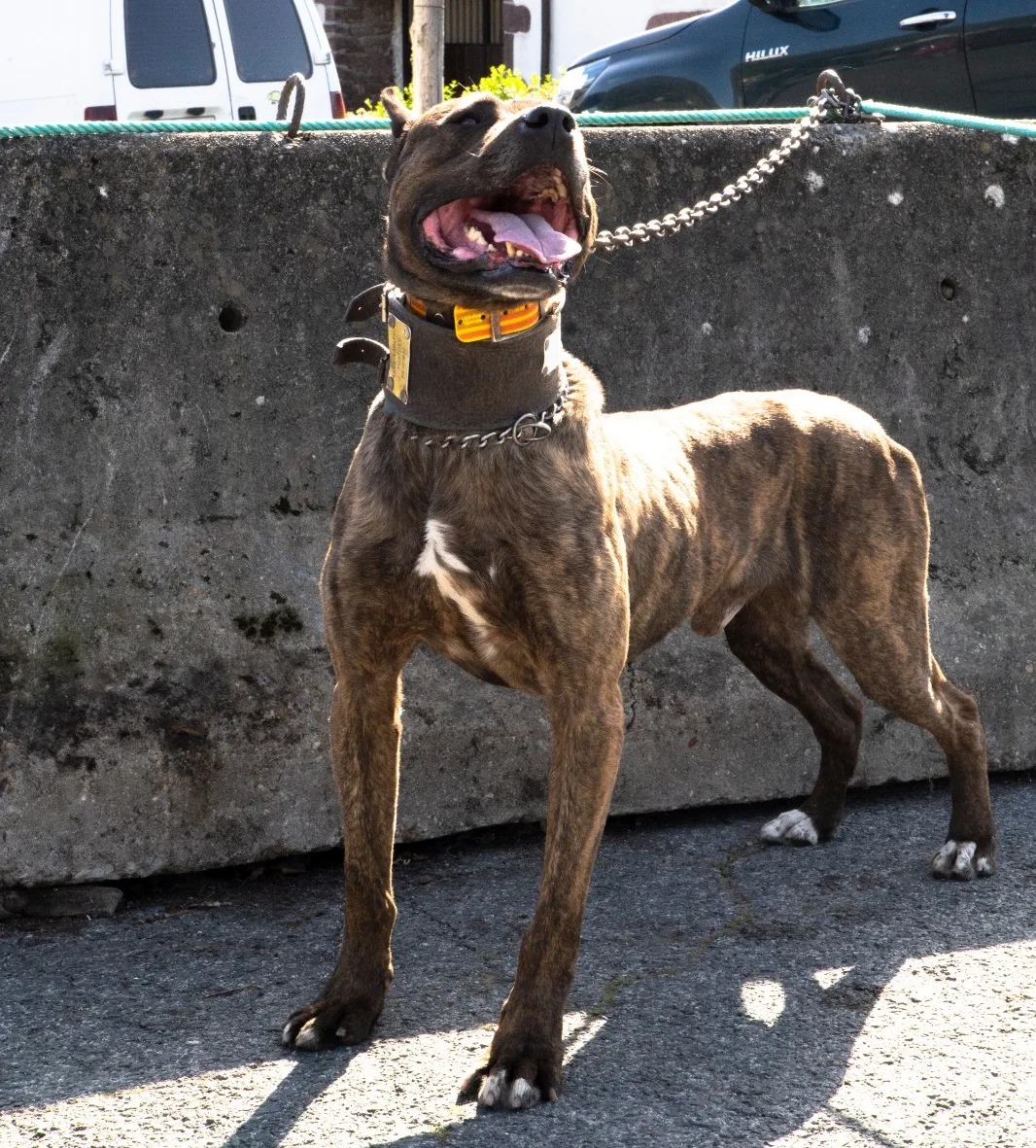

Posee un gran instinto de caza y presa, espíritu de lucha y firmeza de carácter para entrar a agarrar siempre con decisión. Llama la atención la decisión y velocidad con la que acomete a su presa en el agarre.